# Свилен Спасов
Свилен Апостолов Спасов е български бизнесмен и общественик, носител на почетния знак на град Варна.

## Биография
Свилен Апостолов Спасов е роден на 14 септември 1954 г. Завършва Втора математическа гимназия във Варна. Магистър по математика, специалност „Механика на флуидите“ в СУ Св. Климент Охридски. Носител е на награди от национални и регионални състезания по математика и баскетбол (като капитан на юношеския отбор на „Черно море“ и студентския отбор СУ „Климент Охридски“). Доктор на техническите науки. Владее руски и английски език. Създател е на поредицата книги “Власт и Отговорност” заедно с издателство Сиела.

## Кариера
15 години работи в Института по корабна хидродинамика, където през 1991 г. става старши научен сътрудник. Последователно работи с компании като J. R. McDermot (USA), Cammell Laird (UK), Weir Group (UK), Steinmuller(Germany) и др.
Председател на Управителния съвет на Варненска корабостроителница. Работи в областта на българското и английското корабостроене и кораборемонт в периода 1981 – 2007 година.
От 2005 г. работи в областта на енергетиката. Притежава собствена консултантска компания. Изпълнявал е задачи чрез участие в търгове за ТЕЦ Марица Изток 2, Мини Марица Изток.
През 2010 г. сключва договор с Уестингхаус, САЩ , във връзка с инвестиционните намерения на компанията за изграждане на седми блок на АЕЦ „Козлодуй“. 2010-2018 отговаря за бизнеса на Уестингхаус в България.

## Длъжности
Свилен Спасов е основател и председател на клуб „Отворено общество“ Варна от 1991 г. Член е на УС на Английско-българската търговска камара. Член на Carlton Club Лондон, Великобритания.